# Supercoupe de la CAF 1996
Navigation
Édition précédente Édition suivante
La Supercoupe de la CAF 1996 (appelé aussi Supercoupe d'Afrique de football) est la quatrième édition organisée par la Confédération africaine de football. C'est également la quatrième où les deux participants sont les vainqueurs de la Coupe d'Afrique des clubs champions et de la Coupe d'Afrique des vainqueurs de coupe. Cette édition se déroule le 2 mars 1996 en Afrique du Sud à Soweto (Johannesbourg), et vit la victoire du club de l'Orlando Pirates sur la JS Kabylie.

## Participants
Les deux participants qui s'affrontent pour le gain de ce titre sont les deux vainqueurs des deux premières compétitions africaines, à savoir la Coupe d'Afrique des clubs champions et la Coupe d'Afrique des vainqueurs de coupe. Il s'agit donc de la quatrième édition de la Supercoupe de la CAF où les vainqueurs de ces deux compétitions s'affrontent.

### Le vainqueur de la Coupe d'Afrique des clubs champions
Le vainqueur de la Coupe des clubs champions africains 1995 est le club sud-africain de l'Orlando Pirates. Il s'agissait de la première finale d'un club sud-africain dans cette compétition mais aussi la première de ce club qui reste sa seule finale à ce jour. Celui-ci bat donc en finale le club ivoirien de l'ASEC Mimosas, dont il s'agissait également de la première finale. C'est également le troisième club ivoirien à parvenir en finale après les épopées du stade d'Abidjan lors de l'édition 1966 (deuxième vainqueur de la compétition) et de l'Africa Sports lors de l'édition 1986 (défaite face au club égyptien du Zamalek).

### Le vainqueur de la Coupe d'Afrique des vainqueurs de coupe
Le vainqueur de la Coupe d'Afrique des vainqueurs de coupe de football 1995 n'est autre que le club algérien, la Jeunesse sportive de Kabylie. Ce club très expérimenté déjà vainqueur à deux reprises de la Coupe d'Afrique des clubs champions lors des éditions 1981 et 1990, disputa ici sa quatrième finale dans une compétition africaine mais la première en Coupe d'Afrique des vainqueurs de coupe. Il s'agissait également de la deuxième finale d'un club algérien dans cette compétition après l'épopée du NA Hussein Dey lors de l'édition 1978 (défaite face au club guinéen de l'Horoya AC). En finale la JS Kabylie bat le club nigérian de Julius Berger dont c'était également la première finale. On note toutefois que c'est la neuvième d'un club nigérian, ce qui fait incontestablement du Nigeria la nation la plus expérimentée de cette compétition.

## Résultats
Même si ce match représentait pour les deux équipes une première dans cette compétition, il faut signaler aussi que la JS Kabylie a, par le passé, disputé une compétition appelée « Supercoupe d'Afrique » en 1982, où les deux vainqueurs des compétitions africaines de l'époque furent invités lors du tournoi de la fraternité à Abidjan. Celle-ci s'y présenta en tant que vainqueur de la Coupe des clubs champions et affronta en finale de ce tournoi le vainqueur de la Coupe des coupes, le club camerounais de l'Union Douala. Cette rencontre fut la première Supercoupe d'Afrique disputée par les deux vainqueurs des deux seules compétitions africaines s'affrontèrent. Mais La Supercoupe de la CAF fut créée officiellement bien plus tard, en 1993 par la fédération africaine du football. 

### Match
Le match opposant les deux vainqueurs des deux premières coupes africaines doit toujours se dérouler sur le terrain de celui qui a remporté la Coupe des clubs champions. Celui-ci étant sud-africain, la partie se joue donc en Afrique du Sud, précisément au stade FNB Stadium du quartier de Soweto dans la ville de Johannesbourg.
| Entraîneur :      |
| Victor Bondarenko |

| Entraîneur :    |
| Djaffar Harouni |

| Entraîneur :      |
| Victor Bondarenko |

| Entraîneur :    |
| Djaffar Harouni |

### Vainqueur
Le club de l'Orlando Pirates s'impose finalement par la plus petite des marges un but à zéro, un but inscrit dans la deuxième période du match. Il s'agit de la troisième fois où le vainqueur de ce trophée est le détenteur de la Coupe des clubs champions.
| Supercoupe de la CAF Vainqueur 1996 |
| ----------------------------------- |
| Orlando Pirates Premier titre       |